# Euploea faisina
Euploea faisina är en fjärilsart som beskrevs av Ribbe 1898. Euploea faisina ingår i släktet Euploea och familjen praktfjärilar. Inga underarter finns listade i Catalogue of Life.